# Ревякин, Пётр Петрович
Пётр Петрович Ревякин (31 мая 1906, Ставрополь-Кавказский — 7 октября 1990) — советский архитектор, художник, педагог и общественный деятель. Доктор архитектуры, профессор (1946), Заслуженный деятель искусств РСФСР (1979).

## Биография
Пётр Петрович Ревякин родился 31 мая 1906 года в Ставрополе. В 1930 году окончил архитектурный факультет московского Вхутеина. В том же году поступил в аспирантуру только что созданного Архитектурно-строительного института (с 1933 года — Московский архитектурный институт, МАРХИ).
Состоял в архитектурном объединении ВОПРА. Вместе с группой архитекторов данного объединения принимал участие в конкурсе проектов Дворца Советов. Член Союза архитекторов СССР с 1935 года.
Преподавал в Московском архитектурном институте на кафедре основ архитектурного проектирования, на кафедре проектирования промышленных зданий. С 1934 года преподавал в институте Академии архитектуры СССР на кафедре изобразительных дисциплин, которой заведовал Е. Е. Лансере.
В 1939—1940 годах начал читать в МАРХИ факультативный курс (36 часов) акварели и цветной архитектурной графики. Когда в 1944 году кафедра «Рисунок, живопись, скульптура» разделилась на три, П. П. Ревякин стал заведующим кафедрой живописи. По приглашению П. П. Ревякина на кафедру пришли его однокурсник К. Г. Зайцев и недавние выпускники МАРХИ В. П. Туканов и А. И. Захаров. На кафедре живописи П. П. Ревякин проработал более 40 лет. Под его руководством защитили кандидатские диссертации преподаватели кафедры И. А. Азизян, А. В. Ефимов, Я. П. Виноградов, Е. А. Окиншевич, А. А. Кувшинов.
В 1946 году получил учёное звание профессора. В 1959 году написал учебник для архитектурных вузов и факультетов «Техника акварельной живописи», получивший широкую известность и ставший базовым в этой области.
С начала 1960-х годов вместе с группой единомышленников занимался защитой историко-архитектурных ансамблей Москвы от сноса и искажения. Был одним из авторов статьи «Как дальше строить Москву?» (Москва, № 3, 1962), которая подверглась жёсткой критике со стороны московского руководства и ЦК КПСС. Был в числе учредителей Всероссийского общества охраны памятников истории и культуры (ВООПИК). Руководил секцией архитектуры и градостроительства Центрального совета ВООПИК.

## Работы
- Посёлок НКТП в Богородском в Москве (1934—1939; совместно с А. М. Зальцманом и К. М. Соколовым; проект реализован не полностью)[4]
- Павильон «Водное хозяйство» на ВДНХ (1952—1954, совместно с Ю. Н. Шевердяевым)[2][5]
- Реконструкция павильона «Земледелие» на ВДНХ (1954, с соавторами)
- Реконструкция павильона «Животноводство» на ВДНХ (1954, с соавторами)

## Награды и звания
- Заслуженный деятель искусств РСФСР (16.03.1979)[6]
- Орден Трудового Красного Знамени (21.09.1966) — за заслуги в подготовке специалистов, развитии отечественной архитектуры и в связи со 100-летием со дня основания Московского архитектурного института[7].